# Тюрин, Владимир Анатольевич
Влади́мир Анато́льевич Тю́рин (Тюрик, Тюря, Батя, Киномеханик; род. 25 ноября 1958, Тирлянский, Башкирская АССР) — российский криминальный авторитет, вор в законе, один из лидеров «Братской» организованной преступной группировки и так называемой «русской мафии» в Испании, известной на Западе как «Братский круг». Был коронован по рекомендации вора в законе Япончика (два других голоса дали не менее авторитетные Дед Хасан и Шакро Молодой), входил в ближайшее окружение Деда Хасана. Имел значительное влияние в криминальном мире Москвы, Санкт-Петербурга, Иркутской области и Испании.

## Биография
Владимир Тюрин родился 25 ноября 1958 года в посёлке Тирлянский Башкирской АССР, окончил школу с золотой медалью и Государственное музыкальное училище имени Гнесиных (позже получил и экономическое образование в Ленинградском государственном политехническом институте). 1 ноября 1974 года (в возрасте 16 лет) был осуждён Иркутским областным судом за соучастие в групповом изнасиловании. 11 июня 1980 года Тюрин был осуждён Братским городским судом за соучастие в квартирной краже и злостное хулиганство. 28 октября 1985 года Братский городской суд приговорил его за занятие запрещённым промыслом и вовлечение несовершеннолетних в преступную деятельность к 4,5 годам лишения свободы (с помощью редкого в те времена видеомагнитофона он демонстрировал на квартире за деньги порнофильмы). Срок Тюрин отбывал в одной из колоний Иркутской области, освободился в 1989 году, в 1991 году уехал жить к своей жене в Казахстан, где после распада СССР и получил гражданство, однако вскоре вернулся в Россию.
10 июня 1991 года в своём автомобиле был взорван «братский» вор в законе Александр Моисеев (Мася), поставленный Япончиком «смотрящим» по Иркутской области. Вскоре бригаду Маси возглавил его ближайший друг Тюрик, на которого весной 1993 года совершили покушение: брошенная в окно его автомобиля граната отскочила и взорвалась, не причинив криминальному авторитету никакого вреда. После «коронации» в 1993 году (по другим данным, Тюрик был «коронован» в 1994 году) он всё чаще стал появляться в Москве, бывая в Восточной Сибири и Санкт-Петербурге наездами.
В 1990-х годах Тюрин возглавлял так называемую «Братскую» (от города Братск в Иркутской области) организованную преступную группировку, контролировал Братский алюминиевый завод, единственное в Братске казино и ряд других предприятий области, каналы экспорта металлов и леса из Восточной Сибири через Санкт-Петербург в Прибалтику и Западную Европу, «крышевал» многих предпринимателей, активно участвовал в криминальных разборках и «алюминиевых войнах». В частности, в феврале 1994 года Тюрик, как представитель воровского клана Япончика, ознакомил криминальный мир Иркутска с решением «воровской сходки», лишившей «воровского титула» ранее влиятельного грузинского «законника» Илью Симония (Махо). В Москве основным местом встреч и досуга Тюрина было казино «Голден Палас».

### Эмиграция
В 1998 году Тюрин, опасавшийся за свою жизнь, перебрался в Испанию, где поселился в муниципалитете Ориуэла по соседству с ворами в законе Захарием Калашовым (Шакро-молодым), Вахтангом Кардавой и Джамалом Хачидзе. 15 марта 1999 года следственный отдел УФСБ РФ по Иркутской области возбудил в отношении Тюрина уголовное дело по факту подделки и использования заграничных паспортов на чужие фамилии, однако по неизвестным причинам дело было закрыто. На 2000—2001 годы пришёлся пик активности «Братских» в Санкт-Петербурге, где они организовали «окно» на таможне и попытались взять под свой контроль морской торговый порт. В октябре 2002 года воры в законе Тюрик, Шакро-молодой и Дед Хасан участвовали в «сходке», проходившей в Женеве. В феврале 2003 года Тюрин вместе с Олегом Дерипаской прилетал в Братск на празднование юбилея компании «Русский алюминий», а затем участвовал в собрании акционеров ОАО «Иркутскэнерго». 20 и 21 марта 2003 года Тюрин принимал участие в представительской «сходке», на которой также присутствовали воры в законе Захарий Калашов (Шакро-молодой), Аслан Усоян (Дед Хасан), Виталий Изгилов (Зверь), Тариэл Ониани (Таро), Мераб Гогия (Мераб или Мелия), Джамал Хачидзе (Джамал), Вахтанг Кардава (Вахо), Мамука Микеладзе и Армен Арутюнов, криминальные авторитеты и «авторитетные бизнесмены» Константин Манукян и Леон Ланн (формально встреча была приурочена к празднованию дня рождения Калашова и проходила в Аликанте в отеле «Montiboli»). Тогда же было принято решение о создании «прачечной» (сети фирм, через которые криминальные структуры отмывали свои доходы, вкладывая их в недвижимость курортного региона Коста-дель-Соль).
Летом 2005 года испанская полиция провела против «русской мафии» крупномасштабную операцию под кодовым названием «Оса», задержав около 200 человек (в том числе Виталия Изгилова и Мераба Гогия), однако Тюрину, находившемуся в тот момент в России, удалось избежать ареста. 26 октября 2005 года Верховный суд Испании объявил его в международный розыск, а в мае 2006 года в ОАЭ был арестован один из ближайших партнёров Тюрика — Шакро-молодой. В 2009 году Тюрин был задержан в Монголии по ориентировке Интерпола, однако, когда испанцы прибыли туда для экстрадиции авторитета, то обнаружили в тюрьме его родного брата. В начале 2010 года власти Испании отправили в Россию запрос на выдачу Тюрина, Ониани, Ланна и Манукяна (Ланн был задержан сотрудниками ФСБ РФ в Москве 5 марта 2010 года и 19 мая 2011 года экстрадирован в Испанию, Хамовнический суд Москвы в июле 2010 года приговорил Ониани к 10 годам колонии строгого режима за похищение человека и вымогательство, а весной 2011 года его отправляли в Испанию для проведения с ним следственных действий). Кроме того, 1 июня 2010 года Верховный суд Испании приговорил Калашова к 7 годам и шести месяцам тюрьмы за отмывание денег.

### Арест, следствие и освобождение
2 ноября 2010 года Тюрин был задержан оперативниками МУРа и сотрудниками ФСБ в московском ресторане «Купол» на Новом Арбате. Испанские власти, по запросу которых проводилось задержание, обвиняли его в создании преступного сообщества и отмывании криминальных денег, которые вкладывались в недвижимость на приморских курортах (кроме того, по информации испанских спецслужб к финансовым схемам Тюрина—Калашова были причастны структуры бизнесменов Олега Дерипаски и Михаила Чёрного). Суд арестовал Тюрина, который, как выяснилось, являлся гражданином Казахстана, а российское гражданство якобы получил незаконно (вор в законе был помещён в Бутырский следственный изолятор, откуда регулярно звонил Деду Хасану и другим авторитетам). На момент ареста Тюрин писал кандидатскую диссертацию по специальности «Экономика и управление» и был близок к её защите. 20 октября 2011 года Пресненский райсуд Москвы перевёл Тюрина под домашний арест (в квартиру на Большой Полянке).
В феврале 2012 года адвокаты Тюрина смогли доказать его российское гражданство, так как до 6 февраля 1992 года он постоянно проживал на территории России (хотя и был прописан в Алма-Ате). На этом основании Генпрокуратура России отказалась выдать Тюрина властям Испании, а так как в России Тюрин не являлся фигурантом уголовных дел и претензий к нему не было, то он был освобождён из-под домашнего ареста и получил новый российский паспорт (по оперативным данным, в то время Тюрин отошёл от криминальной деятельности и занялся легальным бизнесом). Несмотря на близость к кавказскому клану Деда Хасана, Тюрик придерживался в криминальном мире довольно независимой позиции и поддерживал хорошие отношения со многими «оппозиционными» славянскими ворами в законе, как, например, с Алексеем Суворовым (Петрик или Лёня Хитрый).
В январе 2015 года московская полиция провела облаву на лидеров криминального мира и разогнала их сходку в офисе компании «Столица» в Большом Саввинском переулке. Были задержаны пятеро воров в законе из клана Деда Хасана — Владимир Тюрин (Тюрик), Василий Христофоров (Воскрес), Алексей Забавин (Забава), Олег Пирогов (Циркач) и Теймураз Фароян (Тэко). Они собрались обсудить положение в Казани, где осенью 2014 года по инициативе «славянских воров» Шишкана, Мухи, Пана, Костыля и Самарского был «коронован» Рома Сыч. В сходке также принимали участие ещё трое воров в законе — Юрий Пичугин (Пичуга), Махаре Гварамия (Мацик Сенакский) и Ражидин Михралиев (Раджик Нижневартовский). Они ушли за несколько минут до начала облавы, однако вскоре всех троих задержали в ресторане «Зафферано», расположенном в бизнес-центре Lotte Plaza на Новинском бульваре.
Тюрин имеет обширные связи среди влиятельных бизнесменов, высокопоставленных политиков и чиновников, в том числе в силовых и судебных структурах (одним из лоббистов Тюрика называли депутата Госдумы четвёртого созыва Николая Курьяновича), а также в мире искусства и шоу-бизнеса (он помогал многим звёздам Большого театра). В сферу экономических интересов Тюрина и его доверенных лиц входили предприятия алюминиевой, деревообрабатывающей, целлюлозно-бумажной, нефтехимической промышленности, энергетики и банковского сектора. Тюрин владел обширной недвижимостью в Москве, Испании и Франции. Кроме того, в клане Деда Хасана Тюрик отвечал за финансовые вопросы, в частности за выплату взяток высокопоставленным сотрудникам ФСИН, а также за комфортные условия «отсидки» членами клана.

### Борьба за власть
С января 2017 года в российском криминальном мире шла борьба за то, кто возглавит управление «общаком». После убийства Деда Хасана у руля встал Шакро Молодой, но когда стало известно, что он надолго останется за решёткой, на пост руководителя стали претендовать глава славянского клана Юрий Пичугин (Пичуга), которого поддерживал Василий Христофоров (Вася Воскрес), а также Владимир Тюрин (Тюрик), Олег Шишканов (Шишкан) и Алексей Петров (Петрик). Однако Шакро Молодой поставил вместо себя главного распорядителя «общака» Кахабера Парпалия (Каху Гальского).
В декабре 2017 года Министерство финансов США внесло Тюрина в новый санкционный список.
В мае 2021 года Владимир Тюрин поддержал криминального авторитета Алексея Ленивцева, который в 2015 году установил контроль над Иркутском. Тюрин разрешил Ленивцеву захватывать крупные компании и контролировать проституцию.

## Подозрения в причастности к убийствам
По данным СМИ, убитый в августе 1997 года вице-губернатор Санкт-Петербурга Михаил Маневич накануне гибели сильно мешал активизировавшимся в регионе ворам Усояну, Тюрину и Алексею Гудыне (Лёше Питерскому). Близкие к Тюрику люди, в частности петербургский авторитет Олег Маковоз, считаются причастными к ряду громких убийств и покушений, в том числе к убийству начальника службы безопасности «Татнефти» Александра Калякина в 2001 году, покушению на депутата Государственной думы Башира Кодзоева в марте 2001 года, убийству петербургского авторитета Константина Яковлева (Кости Могилы) в мае 2003 года и убийству генерального директора фирмы «Татинвестнефтегазстрой» Рустама Равилова (Ромы Маршала) в июле 2003 года.
В октябре 2017 года по результатам расследования Генеральной прокуратуры Украины, Тюрин был назван организатором убийства Дениса Вороненкова, которое было совершено 23 марта 2017 года в Киеве. В марте 2018 года Национальная полиция Украины объявила Тюрина в розыск. В октябре 2019 года Печерский районный суд Киева отменил подозрение (снял обвинение) в отношении Владимира Тюрина.

## Личная жизнь
Гражданской женой Тюрина была оперная певица Мария Максакова-Игенбергс, которая в конце 2011 года стала депутатом Госдумы России по партийному списку «Единой России». У них двое общих детей — сын Илья и дочь Людмила; также Тюрин имеет двух сыновей Артёма и Андрея от предыдущих браков (они проживают в отдельных особняках на Рублёвке).